# Bahrain International Circuit
Koordinati:   26°1′57″N, 50°30′38″E
Bahrain International Circuit (arabsko حلبة البحرين الدولية) je dirkališče, ki leži v Bahrajnu. Najbolj znano je po dirki Formule 1 za Veliko nagrado Bahrajna.
Izgradnja dirkališča je bila nacionalni projekt, ki ga je začel princ Salman bin Hamad Al Khalifa, tudi častni predsednik Bahrajnske dirkaške zveze. Prva dirka za Veliko nagrado Bahrajna je bila prirejena 4. aprila 2004 kot tretja dirka v sezoni 2004 in sploh prva dirka Formule 1 na Bližnjem vzhodu. Organizatorji so se bali, da dirkališče ne bo dokončano do tega datuma ter so želeli prestaviti dirko, vendar jim je to prošnjo zavrnil Bernie Ecclestone ter je premierna dirka Formule 1 v Bahrajnu potekala manj kot dva tedna po tem, ko je Ralf Schumacher testiral dirkalnik moštva BMW Williams na popolnoma novi stezi.
Stezo je zasnoval nemški arhitekt Hermann Tilke. Zanj je bilo to dirkališče drugo popolnoma novo dirkališče Formule 1, po dirkališču Sepang International Circuit v Maleziji, ki je med letoma 1999 in 2017 gostilo dirke za Veliko nagrado Malezije. Izgradnja je potekala med letoma 2002 in 2004 ter stala približno 155 milijonov ameriških dolarjev.
Ker dirkališče leži sredi puščave, so pred prvo dirko za Veliko nagrado Bahrajna dirkači in inženirji izražali zaskrbljenost, da bi lahko povsod prisoten puščavski pesek povzročil škodo na motorjih, če bi prišel v njihovo notranjost skozi odprtine hladilnih sistemov. Organizatorji so poskušali ublažiti to težavo s posebno lepilno tekočino, s katero so poškropili pesek v neposredni bližini dirkališča.
Proti koncu leta 2013 so na dirkališču postavili reflektorje, ki so bili prvič uporabljeni med vzdržljivostno dirko za 6 ur Bahrajna. Ob deseti obletnici Velike nagrade Bahrajna je dirkališče 6. aprila 2014 gostilo svojo prvo dirko Formule 1 v nočnem terminu, s čimer je Velika nagrada Bahrajna postala druga dirka v zgodovini Formule 1, ki je bila prirejena v nočnem terminu, po Veliki nagradi Singapurja, ki se je prvič odvijala v sezoni 2008, in tretja dirka pod reflektorji, saj Velika nagrada Abu Dabija, ki je bila prvič prirejena v sezoni 2009, poteka v času sončnega zahoda. Tradicija prirejenja nočnih dirk v Bahrajnu se je nadaljevala ter so bile vse naslednje dirke Formule 1 na tem dirkališču prirejene pod reflektorji.

## Konfiguracije steze
Dirkališče ponuja šest možnosti konfiguracije steze, petim pa je FIA podelila dovoljenje stopnje 1, ki omogoča prirejanje dirk Formule 1. Glavna steza za dirke Formule 1 je dolga 5,412 kilometra in ima 15 ovinkov. Prvotno je bila pet metrov daljša, a so po prvi Veliki nagradi Bahrajna leta 2004 predrugačili ovinek 4 na koncu druge ravnine. Velika nagrada Bahrajna 2010 je potekala po stezi za vzdržljivostne dirke, ki je dolga 6,299 kilometra in ima 23 ovinkov. Velika nagrada Sahirja 2020 je potekala po »zunanji stezi«, ki je dolga 3,543 kilometra in ima 11 ovinkov. Poleg tega dirkališče ponuja še stezo okoli boksov, ki je dolga 3,823 kilometra in ima 10 ovinkov, ter »notranjo stezo«, ki je dolga 2,550 kilometra in ima osem ovinkov.
Edina konfiguracija, ki ji FIA ni podelila dovoljenja stopnje 1, je ovalna steza, ki prav tako poteka okoli boksov in vključuje del ravnine za dirke v pospeševanju. Ovalna steza je dolga 2,5 kilometra, ravnina za dirke v pospeševanju pa 1,2 kilometra. Ovalna steza je namenjena predvsem testiranju cestnih avtomobilov, dirke v pospeševanju pa so priljubljene v Bahrajnu.
- »Steza za Velike nagrade«, ki gosti dirke Formule 1
- »Vzdržljivostna steza«, ki je bila v uporabi za VN Bahrajna 2010
- »Zunanja steza«, ki je bila v uporabi za VN Sahirja 2020
- Steza okoli boksov
- »Notranja steza«
- Ovalna steza

## Zmagovalci
| Sezona | Zmagovalec         | Moštvo                     | Poročilo |
| ------ | ------------------ | -------------------------- | -------- |
| 2025   | Oscar Piastri      | McLaren-Mercedes           | Poročilo |
| 2024   | Max Verstappen     | Red Bull Racing-Honda RBPT | Poročilo |
| 2023   | Max Verstappen     | Red Bull Racing-Honda RBPT | Poročilo |
| 2022   | Charles Leclerc    | Ferrari                    | Poročilo |
| 2021   | Lewis Hamilton     | Mercedes                   | Poročilo |
| 2020   | Sergio Pérez       | Racing Point-BWT Mercedes  | Poročilo |
| 2020   | Lewis Hamilton     | Mercedes                   | Poročilo |
| 2019   | Lewis Hamilton     | Mercedes                   | Poročilo |
| 2018   | Sebastian Vettel   | Ferrari                    | Poročilo |
| 2017   | Sebastian Vettel   | Ferrari                    | Poročilo |
| 2016   | Nico Rosberg       | Mercedes                   | Poročilo |
| 2015   | Lewis Hamilton     | Mercedes                   | Poročilo |
| 2014   | Lewis Hamilton     | Mercedes                   | Poročilo |
| 2013   | Sebastian Vettel   | Red Bull-Renault           | Poročilo |
| 2012   | Sebastian Vettel   | Red Bull-Renault           | Poročilo |
| 2010   | Fernando Alonso    | Ferrari                    | Poročilo |
| 2009   | Jenson Button      | Brawn-Mercedes             | Poročilo |
| 2008   | Felipe Massa       | Ferrari                    | Poročilo |
| 2007   | Felipe Massa       | Ferrari                    | Poročilo |
| 2006   | Fernando Alonso    | Renault                    | Poročilo |
| 2005   | Fernando Alonso    | Renault                    | Poročilo |
| 2004   | Michael Schumacher | Ferrari                    | Poročilo |